# Nature morte au violon
Nature morte au violon est un tableau réalisé par Georges Braque en novembre 1911 à Céret. Cette huile sur toile est une nature morte cubiste représentant un violon. Elle est conservée au musée national d'Art moderne, à Paris.
Selon Isabelle Monod-Fontaine, il existe un parallèle dans l'ouvrage de Braque entre la composition (très codifiée) de ce tableau et celle de Clarinette et bouteille de rhum sur une cheminée (1911, Tate Modern).

## Expositions
- Le Cubisme, Centre national d'art et de culture Georges-Pompidou, Paris, 2018-2019.